# Jrakah (Taman)
Jrakah is een bestuurslaag in het regentschap Pemalang van de provincie Midden-Java, Indonesië. Jrakah telt 6754 inwoners (volkstelling 2010).